# Лешинар палмовог ораха
Лешинар палмовог ораха (лат. Gypohierax angolensis) је врста птице грабљивице из породице јастребова (лат. Accipitridae). Припада монотипичном роду Gypohierax. Јединствен је међу птицама грабљивицама по својој исхрани, главни извор хране су му плодови палми из рода уљаних палми (Elaeis), мада се у мањој мери такође храни и крабама, мекушцима, скакавцима и рибом, а понекад и слепим мишевима и живином.
Ареал врсте се подудара са ареалом уљане палме. Гнезди се у шумама и саванама Подсахарске Африке, обично у близини водених површина. 

## Опис
Лешинар палмовог ораха је најмања врста лешинара Старог света, која достиже дужину од 60 cm, распон крила од 150 cm и тежину од 1,3 - 1,7 kg. Перје му је већим делом бело, изузетак је перје на крилима и репу које је делом црно. Кожа око очију је гола и црвене боје. Перје младих птица је смеђе боје, а кожа око очију жуте боје. Младе птице достижу зрелост са 3–4 године старости. У лету више подсећа на орла него на типичног лешинара и не зависи од ваздушних струја већ је у стању да се одржи у ваздуху машући крилима.
У време гнежђења ствара колоније. Гнезда, прави на дрвећу. Женка снесе једно јаје, а инкубација траје 6 недеља. 

## Галерија
- Лешинар палмовог ораха на гнезду
- Јаје лешинара палмовог ораха (Gypohierax angolensis)
- Млада птица